# Sympétrum à dos roux
Sympetrum rubicundulum
Espèce
Le sympétrum à dos roux (Sympetrum rubicundulum) est une espèce de libellules commune originaire d'Amérique du Nord.
Elle est notamment présente dans la zone tempérée feuillue du sud du Québec.